# An-Naziat

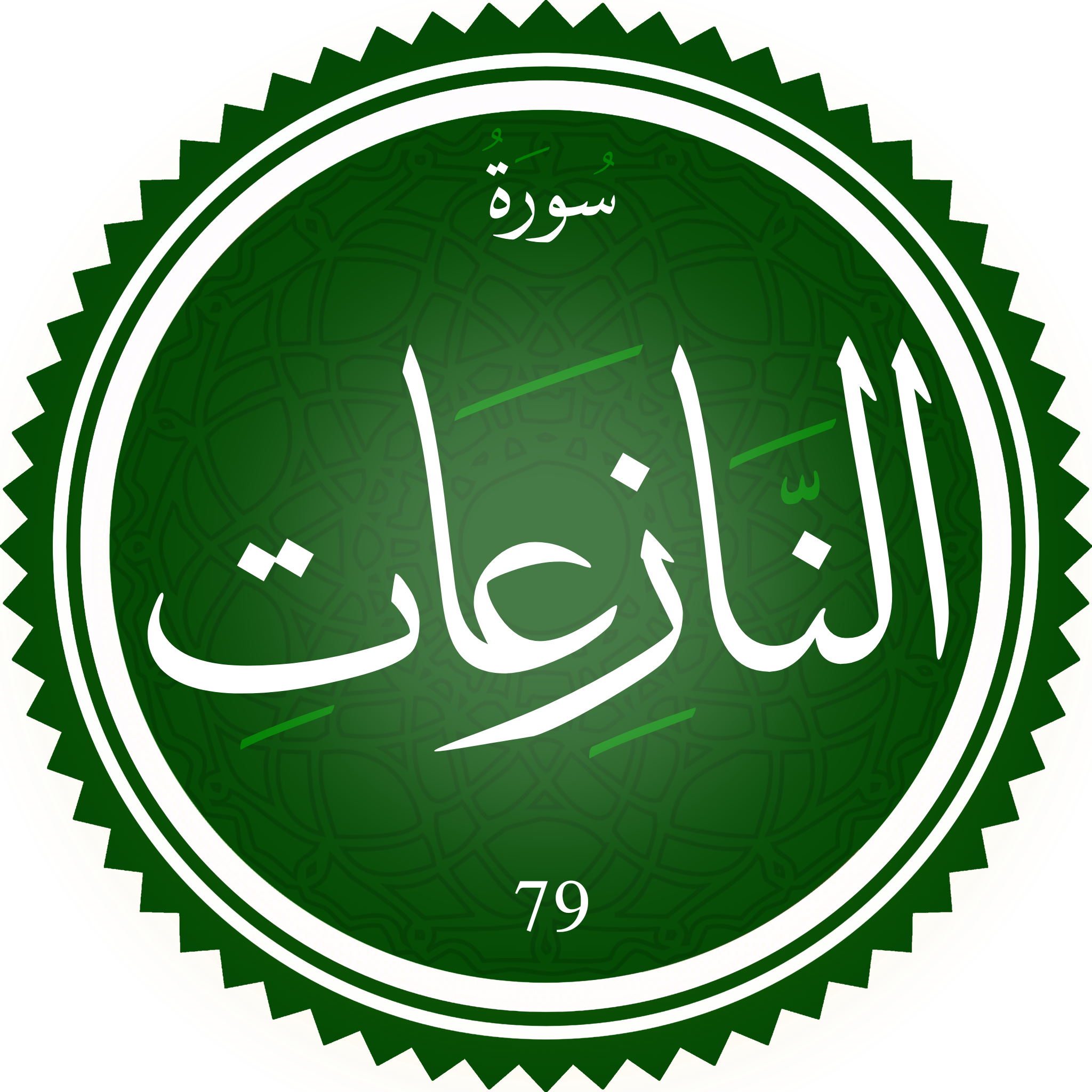
Sur al-Naziat.

An-Nāzi'āt (arabiska: سورة النازعات) ("De som stiger över horisonten") är den sjuttionionde suran i Koranen med 46 verser (ayah). Det är en mekkansk sura.
Surans namn kommer av den första versen, "Vid stjärnorna som stiger [över horisonten] för att [sedan sjunka och] försvinna" och fortsätter med "[Tänk på] den Dag då [jorden] skall skälva i ett väldigt skalv", vilket ger en hänvisning till den islamiska förståelsen av Domedagen, yawm al-qiyamah. Suran fortsätter med berättelsen om Mose (Musa) och farao.